# 라만 아무자드
라만 무사 아무자드 할릴리(페르시아어: رحمان موسی عموزاد خلیلی,‎ 2002년 7월 17일~)는 이란의 레슬링 선수로 2024년 하계 올림픽 남자 자유형 라이트급에서 은메달을 획득했다. 또한 세계 선수권 대회에서 금메달 1개를 획득했다.

## 개인사
쌍둥이 형제인 모함마드도 이란 국가대표 레슬링 선수로 활동하고 있다.